# Liste der Kulturdenkmäler in Dernbach (Westerwald)
In der Liste der Kulturdenkmäler in Dernbach (Westerwald) sind alle Kulturdenkmäler der rheinland-pfälzischen Ortsgemeinde Dernbach (Westerwald) aufgeführt. Grundlage ist die Denkmalliste des Landes Rheinland-Pfalz (Stand: 21. Dezember 2021).

## Denkmalzonen
| Bezeichnung                                                                | Lage                       | Baujahr | Beschreibung | Bild                           |
| -------------------------------------------------------------------------- | -------------------------- | ------- | --- | ------------------------------ |
| Denkmalzone Burghof Dernbach                                               | Burgweg 7/9 Lage           | um 1200 | ehemalige Wasserburg; von der mittelalterlichen Burg zwei runde Ecktürme teilweise erhalten; Wohnhaus, 1769; Gesamtanlage mit den umliegenden Wiesen | weitere Bilder Fotos hochladen |
| Denkmalzone Friedhof der Genossenschaft der Armen Dienstmägde Jesu Christi | Peter-Dausenau-Straße Lage |         | mit weißen Holzkreuzen versehene Gräber der Armen Dienstmägde Jesu Christi, kleine neugotische Kapelle, drei aufwendigere Grabstätten                | Fotos hochladen                |
| Denkmalzone Kurtrierische Wildbanngrenze                                   | südwestlich des Ortes Lage | 1770    | Abschnitte der ehemaligen kurtrierischen Wildbanngrenze zwischen Welschneudorf und Wirges, Wall- und Grabenanlage, 1770 angelegt                     | BW                             |

## Einzeldenkmäler
| Bezeichnung                             | Lage                                                                       | Baujahr                            | Beschreibung | Bild                           |
| --------------------------------------- | -------------------------------------------------------------------------- | ---------------------------------- | --- | ------------------------------ |
| Wohnhaus                                | Alte Gasse 4 Lage                                                          | 17. oder 18. Jahrhundert           | Fachwerkhaus mit Niederlass, teilweise massiv, verputzt und verkleidet, wohl aus dem 17. oder 18. Jahrhundert                   | Fotos hochladen                |
| Wohnhaus                                | Hauptstraße 5 Lage                                                         | zweite Hälfte des 18. Jahrhunderts | Fachwerkhaus mit Niederlass, zweite Hälfte des 18. Jahrhunderts                                                                 | weitere Bilder Fotos hochladen |
| Katholische Filialkirche St. Laurentius | Hauptstraße 34a Lage                                                       | 1901                               | neugotische Bruchstein-Basilika, 1901; Gesamtanlage mit Pfarrhaus, ebenfalls Bruchstein                                         | weitere Bilder Fotos hochladen |
| Kapelle des Klosters Maria Hilf         | Katharina-Kaspar-Straße, zu Nr. 10 Lage                                    | 1861                               | Backsteinbau, wohl von 1861, 1961 verlängert                                                                                    | weitere Bilder Fotos hochladen |
| Denkmal                                 | Laurentiusplatz Lage                                                       | 1926                               | Denkmal mit vollplastischer Skulptur des hl. Laurentius von Rom, 1926                                                           | weitere Bilder Fotos hochladen |
| Kreuzweg                                | Marienweg, bei Nr. 1 Lage                                                  | Anfang des 20. Jahrhunderts        | 13 Kreuzwegstationen, grottenartige Nischen mit Reliefbildern, kleine neugotische Kapelle, wohl vom Anfang des 20. Jahrhunderts | Fotos hochladen                |
| Kapelle des Herz-Jesu-Krankenhauses     | Rheinstraße 9 Lage                                                         | um 1900                            | neugotischer Backsteinbau, wohl um 1900                                                                                         | weitere Bilder Fotos hochladen |
| Heiligenhäuschen                        | nördlich des Ortes am alten Weg nach Wirges; Flur Opperm Kappesgarten Lage | 18. oder 19. Jahrhundert           | Mauerblock mit Rundbogennische, 18. oder 19. Jahrhundert                                                                        | weitere Bilder Fotos hochladen |
| Katholische Kapelle am Heilborn         | südlich des Ortes; Flur Ober dem Heilborn Lage                             | um 1692                            | Saalbau, 1875, Chor um 1692 | weitere Bilder Fotos hochladen |